# Elisa Muñoz Rodríguez

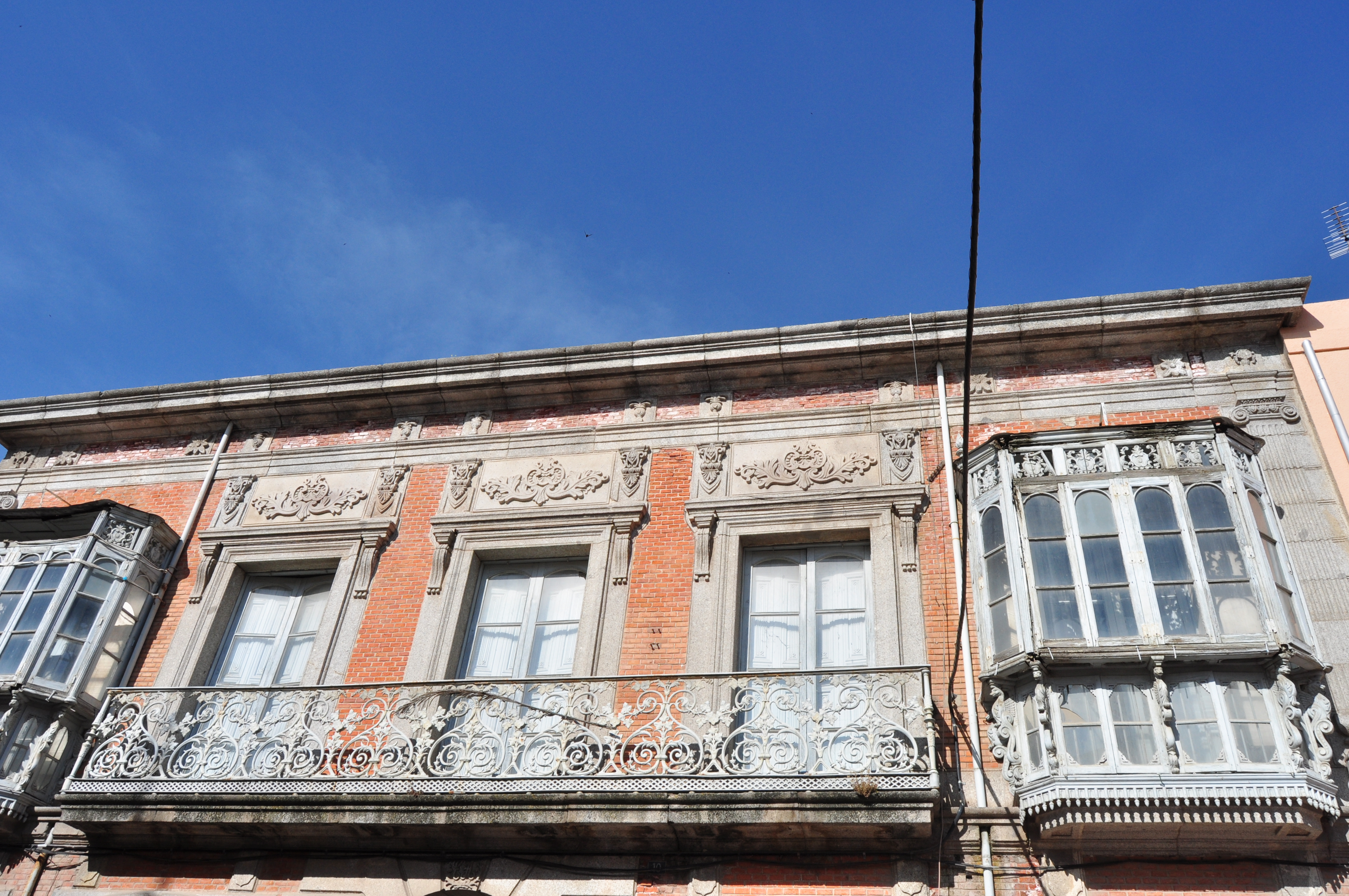
Peñaranda de Bracamonte. Fundación Elisa Muñoz Rodríguez

Elisa Muñoz Rodríguez (Peñaranda de Bracamonte, Salamanca  ? -ibídem, 4 de mayo de 1927) fue una filántropa y benefactora social española creadora de la Fundación que lleva su nombre.

## Biografía
Era hija de Vítora Rodríguez López y de Venancio Muñoz Amador, un rico hacendado de la provincia de Salamanca, varias veces concejal y hombre influyente de Peñaranda de Bracamonte. Muñoz contrajo matrimonio con Jorge Montalvo y Vega, diputado en Cortes por el municipio de Arévalo en 1881. Ya como viuda de Montalvo, Muñoz cedió al concejo de Arévalo una propiedad en la Plaza del Real, y trasladó su residencia a Peñaranda de Bracamonte. La prensa local del momento, como era costumbre en la época, daba cuenta de sus obras de caridad, sus actividades y viajes en las crónicas sociales, especialmente en La voz de Peñaranda y El Adelanto.

## Obra
Al ser persona acaudalada y sin ascendencia ni descendencia, la lectura de su testamento en 1927 fue seguida de gran expectación y fue publicado con detalle en la prensa de Salamanca y de otros lugares como Asturias. En dicho testamento, entre otros legados, instituyó una Fundación Benéfica, más tarde llamada Fundación Elisa Muñoz Rodríguez, a la que dejó una gran parte de su herencia, y que debía crear un Hospital-Asilo en Peñaranda de Bracamonte. Habría de llamarse Hospital Sagrado Corazón de Jesús y del Patriarca San José, destinando para ello un solar con alameda en la carretera de Ávila y fincas "que producen más de cuatro mil fanegas de trigo anuales" para asegurar su mantenimiento. La Fundación debía ser dirigida por un Patronato compuesto por el alcalde y síndico del Ayuntamiento, el cura párroco, el juez municipal, y también sería patrono el Obispo de Salamanca. El Hospital-Asilo acogería a 60 personas sin recursos, hombres y mujeres, mayores de 60 años y preferiblemente de la comarca. Indicó también Muñoz en sus últimas voluntades que fuera atendido por la labor de las Hijas de la Caridad de San Vicente de Paúl.    
Así sucedió, y el Asilo, como se le conocería desde entonces en el lugar, fue inaugurado en 1935, construyéndose al efecto un edificio con detalles de arquitectura neobarroca obra del arquitecto Genaro de No. Al año siguiente hubo de utilizarse el Asilo también como hospital para atender a los heridos de la Guerra Civil y después, a causa de la explosión accidental de un polvorín que asoló la localidad el 9 de julio de 1939, acogió a los heridos y damnificados. El Asilo funcionó atendido por la congregación religiosa de las Hijas de la Caridad hasta 2014, en que las seis hermanas que entonces lo atendían abandonaron la tarea a causa de la edad y falta de vocaciones, agradeciéndoles el Ayuntamiento su labor altruista a lo largo de 79 años con una placa conmemorativa el 17 de julio de 2014.  Desde esa fecha pasó el Asilo a ser gestionado directamente por el Patronato como institución geriátrica.   
Muñoz también favoreció a la localidad con otras dotaciones a través de la Fundación, como el Parque infantil la Huerta, en cesión gratuita renovada hasta 2044 y el edificio de las Jesuitinas, ubicado en la  calle de Nuestra Señora, que quedó bajo la administración de la Fundación y prestó función como centro parroquial.

## Reconocimientos
Está reconocida como una de las personas notables de la ciudad. El Ayuntamiento de Peñaranda de Bracamonte dio el nombre de Elisa Muñoz a la antigua calle de los Caños, junto a la calle Nuestra Señora, donde residió y falleció en una casona de interés artístico que Muñoz mandó construir en 1909, hoy día perteneciente a la Fundación que lleva su nombre.